# 吕西安·马蒂内
吕西安·马蒂内（法語：Lucien Martinet，1878年—？），法国男子赛艇运动员。他曾代表法国参加1900年夏季奥林匹克运动会赛艇比赛，获得男子双人单桨有舵手银牌。